# MP-512
МР-512 — пружинно-поршневая винтовка для обучения навыкам стрельбы, для развлекательной стрельбы, а также для охоты на мелкую дичь (МР-512М — версия «Магнум» для охоты). Выпускается в калибрах 4,5 и 5,5 мм («Магнум» — лицензионная версия), имеет паспортную энергию выстрела не более 7,5 Дж (не более 25 Дж — МР-512М). Скорость 4,5-мм пули — 150 (280) м/с, а 5,5-мм — 190 м/с. МР-512 продаётся без лицензии (но стрельба только в специально отведённых местах, нарушение карается штрафом от 40 до 100 тысяч рублей и конфискацией винтовки, согласно ст. 20.13 КоАП РФ). МР-512М продаётся уже по лицензии (как пневматическое охотничье оружие). Имеет ложу из ореха с лазерной гравировкой, березы или из пластика. Крепление под оптический прицел: «ласточкин хвост» шириной 11 мм.
Версия МР-512С с дульной энергией до 3 Дж (начальная скорость пули 105 м/с) предназначена для развлекательной стрельбы, а также обучения навыкам стрельбы и обращения с оружием. В связи с тем, что оружием данная винтовка не является (дульная энергия менее 3 Дж), из неё можно стрелять где угодно с соблюдением техники безопасности. Данная винтовка отличается от МР-512 ослабленной пружиной и изменённым отверстием втулки перепуска из главного цилиндра в ствол.
Винтовка оборудована автоматическим предохранителем, который при взведении блокирует спусковой крючок, так что каждый раз перед выстрелом его нужно выключать вручную.

## Модели
| Модель  | Калибр                     | Начальная скорость пули, м/с | Дульная энергия, Дж, не более | Длина ствола, мм | Общая длина, мм | Масса, кг |
| MP-512  | 4,5 мм (.177)              | 150                          | 7,5                           | 450              | 1090            | 3,0       |
| МР-512С | 4,5 мм (.177)              | 105                          | 3                             | 450              | 1090            | 3,0       |
| MP-512M | 4,5 мм (.177) 5,5 мм (.22) | 220 190                      | 25                            | 450              | 1090            | 3,0       |

## Модификации
MP-512-08 «Дерево» — отличается от базовой модели исключительно материалом ложа. Чаще всего вместо стандартного пластика используется береза. Кроме того, спусковая скоба в данной модификации является отдельной деталью.
МР-512-14 «Элегант» — имеет комбинированное ложе: деревянные цевье и приклад выполнены отдельно (разделены пластиковой вставкой). Спусковая скоба представляет собой монолит с пластмассовым элементом. Модель оснащена утяжелителем для большей мощности и деталью для крепежного винта обновленного приклада.
МР-512-11 "Обновленный дизайн" — Оружие с обновленным дизайном. Новая форма ложа, новый надульник и более высокая мушка. Стальная муфта в МР-512-11 была заменена на пластиковую с резиновыми вставками. В комплекте также идет утяжелитель.
МР-512-22 — Аналогична предыдущей модели. Единственное отличие состоит в материале ложа, которое, как и в базовой модели, выполнено из пластика.
МР-512-24 — Аналогична предыдущей модели, но имеет составное ложе, как у модификации «Элегант».
МР-512-26 — Аналогична двум предыдущим моделям, однако имеет цельное деревянное ложе.
MP-512-28 — Аналог МР-512-22 с одним отличием, прицельная планка ласточкин хвост выфрезерованна в ствольной коробке.